# Île Galiano
L'île Galiano est une île du Nord-Ouest Pacifique d'Amérique du Nord. Elle fait partie des îles Gulf situées dans le détroit de Géorgie qui sépare l'île de Vancouver du continent. Elle a été nommée ainsi en 1859 par George Henry Richards, en hommage à l'officier de marine espagnol Dionisio Alcalá Galiano qui avait exploré la région en 1792 dans le cadre de l'expédition Malaspina.. L'île est gouvernée actuellement par la province du Colombie-Britannique du Canada.

## Géographie

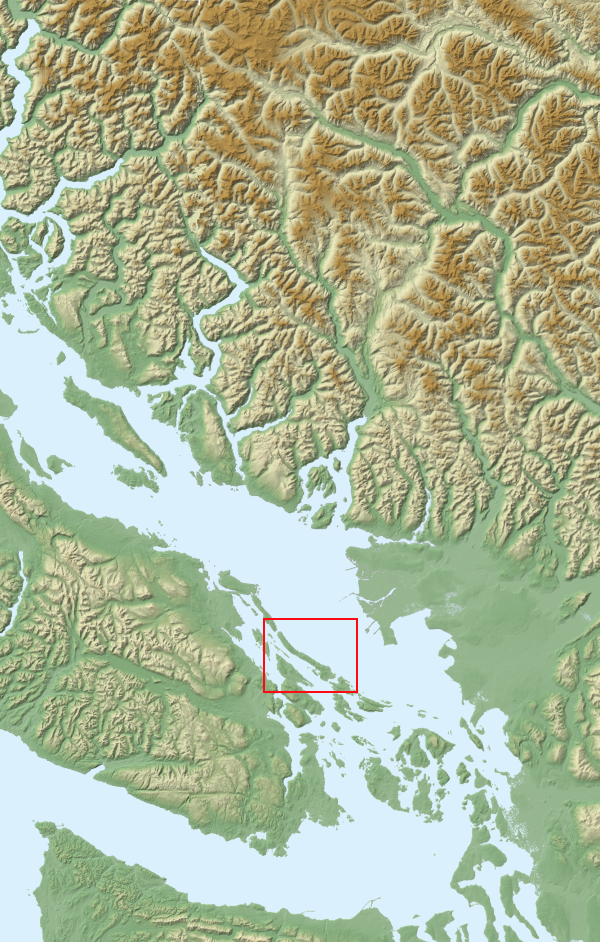
Localisation de l'île Galiano

Sa superficie est de 5 787 ha et sa population  s'élevait à 909 habitants selon le recensement de 1991.
L'île Galiano est située au nord-est de l'île Saltspring dans le Cowichan Land District.

## Climat
L'île Galiano possède un climat plus sec que celui des autres îles Gulf. Les amas de coquillages situés à Montague Harbour indiquent que les amérindiens ont dû fréquenter l'île durant plusieurs milliers d'années.